# Wordle
Wordle è un videogioco per browser sviluppato nel 2021 da Josh Wardle, in cui il giocatore deve indovinare una parola di cinque lettere in un massimo di sei tentativi. Il gioco ha raggiunto fama mondiale nel dicembre 2021 dopo esser diventato virale su Twitter. Il meccanismo è molto simile al gioco enigmistico del 1955 Jotto e al gioco televisivo statunitense Lingo.
Il gioco è stato acquistato da The New York Times Company il 31 gennaio 2022 per un importo non rivelato a 7 cifre, garantendo l'accessibilità in modalità gratuita per tutti. Il 10 febbraio 2022 il gioco è stato trasferito sul sito del New York Times.

## Modalità di gioco
Ogni giorno una parola di cinque lettere è scelta casualmente dal database interno al gioco, e il giocatore la deve indovinare avendo a disposizione sei tentativi che dovranno essere parole di senso compiuto. Dopo ogni tentativo ogni lettera della parola viene evidenziata in verde, giallo o in grigio: il verde indica che la lettera è corretta e nella giusta posizione, il giallo indica che la lettera è contenuta nella parola da indovinare ma in una posizione diversa, mentre il grigio indica che la lettera non è presente.

## Altre lingue
Wordle è un'edizione inglese, ma esistono versioni non ufficiali in altre lingue, tra cui italiano, francese e tedesco.